# EBoard
eBoard est un logiciel libre permettant de jouer aux échecs. Il comporte une interface graphique, fonctionne sur GNU/Linux avec des serveurs internet tels que Free Internet Chess Server (FICS). Il a été développé par Felipe Bergo et est distribué sous licence publique générale GNU.

## Présentation

### Caractéristiques techniques

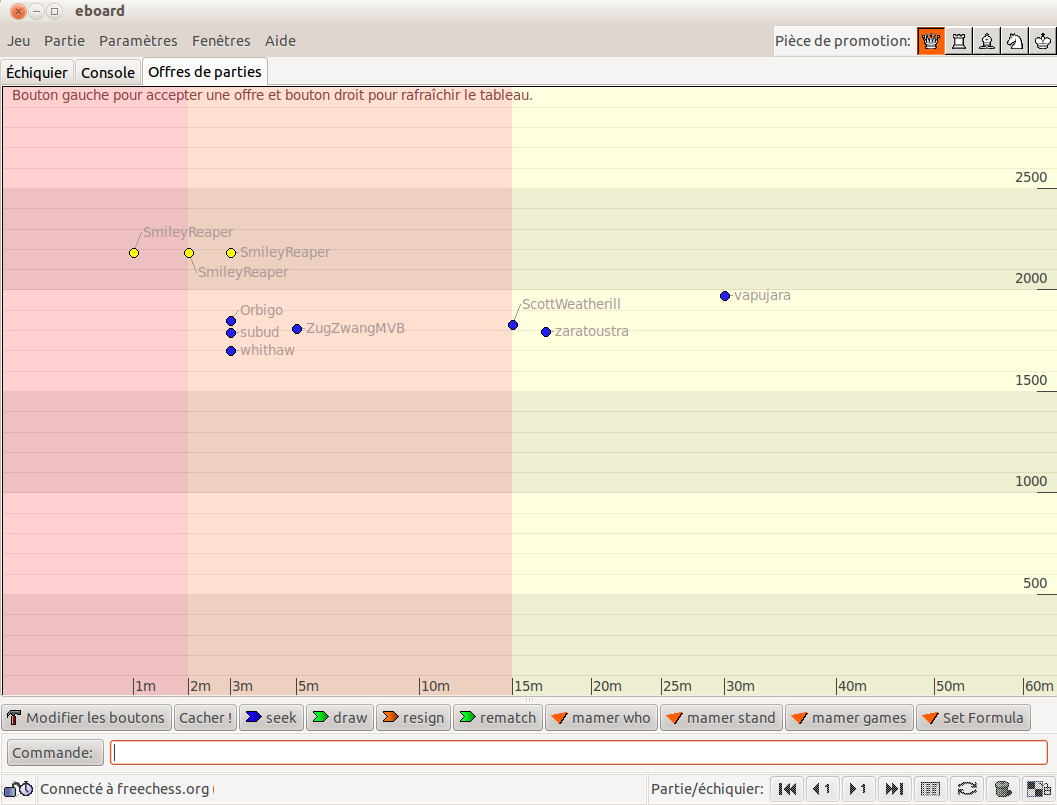
Fenêtre graphique de gestion des défis / challenges

eBoard est présent dans la plupart des distributions GNU/Linux notamment sous Debian et Ubuntu

### Fonctionnalités
eBoard gère l'interface graphique classique permettant les défis par simple clic. Il permet aussi le suivi des parties du serveur par autant d'échiquiers nécessaires.
Il faut tout de même connaître les commandes techniques du serveur FICS pour profiter de toutes les fonctionnalités, mais des boutons de commandes spécialisés peuvent se paramétrer et s'intégrer directement dans l'interface.